# 裙襬飄飄
《裙襬飄飄》（日语：スカート、ひらり）是日本組合AKB48的第二首單曲，由AKS於2006年6月7日獨自發行。有份演唱的是7位Team A成員，分別是板野友美、小嶋陽菜、前田敦子、中西里菜、大島麻衣、高橋南和成田梨紗，其餘的Team A成員則是伴舞。中心成員是高橋南及前田敦子。

## 概要
2006年6月4日，在《裙襬飄飄》發行前三天，在AKB48劇場外舉行的宣傳活動，正式宣佈將會推出《裙襬飄飄》，在場有大約1,500名觀眾。雖然這張單曲只有Team A的成員參與，但是在活動期間，所有AKB48的成員，包括20名Team A的成員和17名Team K的成員，她們都一起演唱，這是她們首次同台演唱。
選拔成員人數比前作減少13名，從20人變為7人。前作選拔成員中，除了已於2006年3月31日畢業的宇佐美友紀，浦野一美、大江朝美、折井步、川崎希、駒谷仁美、佐藤由加理、戶島花、平嶋夏海、星野滿、増山加弥乃、峯岸南、渡邊志穗均未進入選拔名單。
6月9日，在單曲發行後的兩天，她們首次以組合歌手的身份出席電視音樂節目，例如《MUSIC STATION》。
單曲六次登上Oricon的每週200大排行榜，最高排名為第13位，但只售出20,609張，大約是她們的處女作《櫻花的花瓣們》的一半銷量。

## 媒體使用
裙襬飄飄
- 富士電視台夏季系列活動—《台場學園2006文化祭》（お台場学園2006〜文化祭〜）主題曲。

留在藍天
- 綜藝節目《三竹占卜（日语：三竹占い）》片尾曲。

## 特典
每張初版CD包含了一張用作抽獎之用的明信片。
- A獎：與AKB48的成員一同遊覽淺草花屋敷主題公園[3]
- K獎：與AKB48的職員一同觀看第三次公演的排練
- B獎：AKB48 Team A第一次公演的DVD
- 所有AKB48成員的貼紙
- Team A 20名成員中其中一位的自畫像貼紙

## 歌曲列表
| CD       | CD                       | CD                 | CD       | CD    |
| 曲序     | 曲目                     | 词曲               | 編曲     | 时长  |
| -------- | ------------------------ | ------------------ | -------- | ----- |
| 1.       | 《裙襬飄飄》（スカート、ひらり）         | 秋元康，岡田實音   | 梅堀淳   | 4:02  |
| 2.       | 《留在藍天》（青空のそばにいて）         | 秋元康，八重垣雄一 | 山崎一稔 | 5:08  |
| 3.       | 《裙襬飄飄》（卡拉OK版） | 秋元康，岡田實音   | 梅堀淳   | 4:02  |
| 4.       | 《留在藍天》（卡拉OK版） | 秋元康，八重垣雄一 | 山崎一稔 | 5:08  |
| 总时长： | 总时长：                 | 总时长：           | 总时长： | 18:19 |

## 選拔成員

### 裙襬飄飄
（中心成員：高橋南、前田敦子）
- Team A：板野友美、大島麻衣、小嶋陽菜、高橋南、中西里菜、成田梨紗、前田敦子

### 留在藍天
- Team A：板野友美、浦野一美、大江朝美、大島麻衣、折井步、川崎希、小嶋陽菜、駒谷仁美、佐藤由加理、篠田麻里子、高橋南、戶島花、中西里菜、成田梨紗、平嶋夏海、星野满、前田敦子、増山加弥乃、峯岸南、渡邊志穂